# Harmotome
L'harmotome est un minéral, un des plus rares du groupe de la zéolithe ; un silicate de baryum hydraté de formule : (Ba0,5,Ca0,5,Na,K)5Al5,Si11O32 · 12 (H2O). Il forme des cristaux blanc vitreux bien définis, souvent associés à la calcite et à d'autres zéolithes. Il a une dureté de 4 à 5 sur l'échelle de Mohs et une densité de 2,44 à 2,5. Il appartient au sous-groupe de la phillipsite et fait partie de la série Harmotome-Phillipsite-Ca. Sa structure cristalline est monoclinique. La présence de potassium dans sa formule le rend très légèrement radioactif.

## Nom et découverte
Nommé à partir des mots grecs grec ancien : ἁρμός  ["harmos"] (un joint) et (grc) τέμνειν  ["témnein"] (à couper) par René Just Haüy en 1801 car la pyramide se divise parallèlement au plan qui passe par les arêtes terminales. Il a été décrit pour la première fois en 1801 à partir d'un échantillon venant des montagnes du Harz, en Basse-Saxe, en Allemagne et a parmi ses synonymes : andréasbergolite et andréolite.

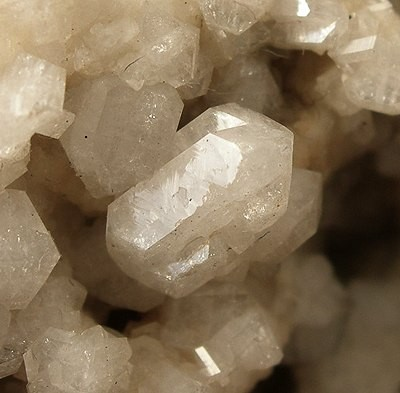
Dimension :. Une plaque remarquablement grande de ce membre rare du groupe des zéolites, abritant des centaines de cristaux pointus, de la localité type de l'espèce, datant de 1801. De nombreux cristaux, mesurant jusqu'à 5 ou 6 mm, sont maclés cycliquement

## Gisements et environnements
Comme d'autres zéolites, l'harmotome se produit avec la calcite dans les cavités amygdaloïdes des roches volcaniques, par exemple dans les dolérites du Dunbartonshire, et sous forme de fins cristaux dans les cavités bordées d'agate de la mélaphyre d'Idar-Oberstein en Allemagne. On trouve également le minéral dans les gneiss et parfois dans les veines métallifères. Dans sa localité type, à Sankt Andreasberg dans le Harz, on le trouve dans les filons de plomb et d'argent ; et à Strontian (dans le comté d'Argyll en Écosse) dans des veines de plomb, associées à de la brewstérite (une zéolite de strontium et de baryum), de la barytine et de la calcite. Des gisements d'harmotome du monde entier sont répertoriés par la base de données Mindat.org, dont 52 rien qu'en Allemagne.